# Rhinocyllus
Rhinocyllus — род долгоносиков из подсемейства Lixinae.

## Описание
Переднегрудь без бороздки для вкладывания головотрубки. Коготки всегда ровные по длине. Продольная бороздка головотрубки желобковидная.